# Claude Desouches
Claude Maxime Desouches (ur. 15 lutego 1911 w Paryżu, zm. 11 lutego 2001 tamże) – francuski żeglarz, dwukrotny olimpijczyk.
Na regatach rozegranych podczas Letnich Igrzysk Olimpijskich 1936 wystąpił w klasie 6 metrów zajmując 10. pozycję. Załogę jachtu Qu'Importe tworzyli również Jean Peytel, Gérard de Piolenc, Jacques Rambaud i Yves Baudrier.
Dwanaście lat później zajął zaś 11. miejsce w klasie 6 metrów na jachcie LaBandera. Załogę uzupełniali wówczas François Laverne, Roger Lacarrière, Jean Castel i Albert Cadot.